# Born, Börde
Born (Landkreis Börde) este o comună din landul Saxonia-Anhalt, Germania.
1. ↑  GeoNames